# Serge Rezvani
« Rezvani » redirige ici. Pour les autres significations, voir Rezvani (homonymie).
Ne doit pas être confondu avec Serge Reggiani.
Œuvres principales
- Les Années-lumière (1967)
- Les Années Lula (1968)
- Le Testament amoureux (1981)
- La Traversée des Monts Noirs (1992)
- L’Éclipse (2003)
- Vers les confins (2014)

Serge Rezvani est un peintre, écrivain et auteur-compositeur-interprète français d'origine iranienne, né le 23 mars 1928 à Téhéran.
Il se qualifie lui-même de pluri-indisciplinaire.
Il a écrit plus de quarante romans, quinze pièces de théâtre et deux recueil de poésie. Il est l'auteur de plus de cent cinquante chansons, dont Le Tourbillon (de la vie), interprétée par Jeanne Moreau dans le film Jules et Jim, ainsi que de J'ai la mémoire qui flanche, également interprétée par Jeanne Moreau. Il a signé ses chansons sous le pseudonyme de « Cyrus Bassiak ».

## Biographie

### Jeunesse
Serge Rezvani naît le 23 mars 1928 à Téhéran (dans l'Empire perse), sous le nom de Boris Rezvani, (en persan : سیروس رضوانی) : son père Medjid-Khan Rezvani est persan (né à Ispahan en 1900, mort en 1962) et sa mère Adèle est une Juive émigrée russe. Son père Madjid Khan Rezvani fut professeur d’école, et surtout connu comme magicien, mais aussi comme auteur de livres (contes, théâtre, danse).

Serge Rezvani arrive avec sa mère en France, alors  qu'il n'a qu'un an. Jusqu'à l'âge de sept ans, il ne parle que le russe, sa langue maternelle. Cependant sa mère, atteinte d'un cancer, l'envoie dans un pensionnat pour immigrés russes, afin de pouvoir être soignée. Serge Rezvani apprend alors le français, et il ne pourra alors plus jamais parler à nouveau en russe, même pas avec sa mère qui ne parlait pas français. L'exil s'accompagne pour l'enfant d'un vif sentiment de solitude : 

« Je n'avais rien, ni jouets ni vêtements. Je me suis toujours senti de nulle part, sans attaches matérielles. »

Après la mort, en 1938, de sa mère partie vivre à Varsovie, son père (ancien acteur du théâtre national de Téhéran, et qui a été danseur dans les ballets russes), qui est à la fois un fin lettré et un magicien diseur de bonne aventure, le récupère — quasiment de force — en Suisse, où il était caché. Serge mène une enfance tourmentée, qui le conduit dans diverses pensions pour émigrés russes de la région parisienne, tenues par des Russes blancs, avec pour seul havre intermittent le foyer de son père, homme à femmes, délaissant sans états d'âme son enfant. Ayant pris tôt l'habitude de s'évader par le dessin, il s'enfuit à l'âge de quinze ans d'une de ces pensions et découvre la liberté et la précarité dans un Paris occupé (à Montparnasse), il devient peintre. C'est alors qu'il rencontre Paul Éluard et qu'ils publient ensemble un ouvrage, tiré à seulement seize exemplaires.

Au sortir de la guerre, il devient pêcheur sous-marin au cap Lardier à La Croix-Valmer, près de Saint-Tropez. 

« J’ai vécu de ça. Je plongeais très profond et ramenais beaucoup de poissons. La presqu’île était encore minée, car les Allemands venaient juste de partir. J’étais très pauvre. Je me suis installé au cap Lardier, un endroit magnifique et très sauvage. »

Il découvre cette région du massif des Maures, où il s'installera quelques années plus tard.
Mais rapidement Serge Rezvani retourne exercer à Paris ses talents de peintre. Il fait alors partie des jeunes peintres abstraits de l'après-guerre et il va se consacrer à la peinture pendant plus de vingt ans, jusqu'en 1967 environ, date où, la peinture ayant perdu pour lui toute signification, il se tourne vers l'écriture.

### La rencontre de Lula
En 1950, il rencontre Danièle Adenot, la femme de sa vie, qu'il appelle « Lula ». Il a 22 ans, elle 19. Le père de Danièle est le chef de cabinet du président du Conseil de l'époque, et leur famille descend de George Sand. Serge Rezvani raconte : 

« Il ne voulait pas qu'elle soit avec un étranger, un Juif iranien, un bâtard. Elle laissa tout tomber pour venir vivre avec moi. Pendant cinquante ans, on ne s'est jamais quittés, pas une nuit, pas un jour, pas un repas. La seule exception fut quand je fus en chambre de réveil, après une opération à cœur ouvert.

Ce n'était pas une décision volontaire de notre part, nous avions simplement un tel plaisir à être ensemble. Si quelqu'un nous avait dit au début : 'vous serez ensemble pendant cinquante ans', on se serait tout de suite séparés ! Quelle condamnation ! Mais bien sûr, ce ne fut pas assez. »

Il ajoute : « Quand elle arriva dans ma vie, ce fut immédiat et pour toujours. » Lula prendra place au centre de son travail artistique et sera le sujet de plusieurs de ses romans. Avant de faire sa connaissance, il avait été marié très peu de temps à Évelyne Lanzmann, comédienne, sœur de Claude et Jacques Lanzmann.

### Une vie àLa Béate
En 1952, Danièle et lui se marient. Ils quittent Paris pour le Midi de la France, à La Garde-Freinet. Le couple vit alors dans une modeste maison du XIXe siècle sans eau ni électricité, enfouie dans la végétation du massif des Maures, juste à la sortie de La Garde-Freinet, et portant le nom de La Béate. « C'était un peu plus grand qu'une cabane, un peu plus petit qu'une villa. » Ils l'adorent, la louent.
Le propriétaire, gentil, la vend au jeune couple pour un prix modique, payable quand ils le peuvent. Et c'est ainsi que leur vie merveilleuse s'enracine.

Là, Rezvani commence à écrire, peint quand ils ont besoin d'argent, compose des chansons pour distraire Lula (elle peint et écrit également). Cette maison devient le centre de leur monde. Le couple est étonnant, ils sont tous deux vêtus de blanc. 

« En 1960, le village de la Garde-Freinet, sans agents immobiliers ni vacanciers, était très pauvre. Je pense que nous avons eu la première voiture. Il y avait des chevaux à l'abreuvoir, et même des bœufs. Les villageois sont restés comme ils étaient, des gens réservés des montagnes, pas démonstratifs comme sur la côte. Notre amitié est sérieuse et profonde. »

Après l'avoir longtemps désiré, Danièle et Serge trouvent également leur pied-à-terre idéal à Venise, où ils viennent se ressourcer durant la saison morte, six mois par an. Ils y renouent avec une vie sociale plus large, et Serge y écrit beaucoup. C'est ainsi qu'ils partagent leurs « années-lumière » entre La Béate et Venise.
Ils vivent durant quarante années dans leur maison du massif des Maures. En 2000, Serge Rezvani raconte ces décennies passées à La Béate dans Le Roman d'une maison, illustré de photos du couple heureux. « La mort ne pourra jamais nous détruire, ça ne pourra jamais effacer une telle perfection sereine », écrit-il.
La Béate est finalement détruite dans un incendie de forêt dans les années 2000.

### La maladie de Lula
Dans les années 1990-2000, Rezvani accompagne au quotidien sa femme Lula, atteinte de la maladie d'Alzheimer. En 1999, il se remet à la peinture, ainsi qu'à la photographie et aux collages, et présente l'exposition Femme donna à Venise. Il reprend l'écriture de chansons auprès de Mona Heftre, après tant d'années passées loin de ses chansons. Ces activités l'aident à supporter son impuissance face à la terrible maladie qui éloigne l'être aimé inéluctablement chaque jour.
En 2002, le diagnostic tant redouté tombe. Il vit cloîtré auprès d’elle, transformant La Béate — devenue la « maison de la Belle au bois dormant » — en hôpital, et faisant construire une maison de gardien à côté de celle-ci pour héberger les aides-soignants qui assistent Lula durant les mois ultimes. Les dernières années, il passe la semaine à Paris, afin de gagner suffisamment d'argent pour rémunérer le personnel. En 2003, il publie un livre en hommage à sa femme, L'Éclipse, dans lequel il parle de la maladie dont elle a été atteinte.
Après la mort de Lula en décembre 2004, au bout de dix années très difficiles, il songe à se suicider.

Il confie ses pensées dans un livre, Ultime Amour : 

« Ce que nous avons vécu ensemble était si fort que si elle était morte subitement je me serais suicidé. Mais pendant plus de dix ans, elle a eu l’extraordinaire élégance de me permettre de m'habituer à son absence. […]  J'ai cru ma vie finie, je n'attendais même pas la mort car se figurer sa propre mort, c'est se situer encore dans la vie. »

### Depuis 2005
Mi-2005, il rencontre l'actrice Marie-José Nat, veuve de Michel Drach. Les deux couples se connaissaient et s'étaient brièvement rencontrés dans les années 1960. Serge et Marie-José se marient le 30 septembre 2005, en ayant conscience — comme ils le disent eux-mêmes — qu'il ne leur reste plus que quelques années à vivre. Ainsi que le rappelle Serge : 

« Je suis amputé. Je ne refais pas ma vie, je la continue autrement… »

Serge Rezvani et Marie-José Nat vivent alors ensemble à Bonifacio.
En 2009, il est président du jury au Festival du cinéma russe à Honfleur.
Le 10 octobre 2019, Marie-Josée Nat meurt des suites d'un cancer, à l'âge de 79 ans.
Serge Rezvani vit désormais à Paris. Il continue d'écrire, peindre ou composer des chansons.
En mars 2023 parait le disque Chansons pour Lula, aux Productions Jacques Canetti, avec la participation notamment de Dominique A, Cali, Lepoldine HH, Vincent Dedienne, Philippe Katerine.

## Les différentes facettes de l'artiste
Serge Rezvani aime à se décrire comme ayant « plusieurs arcs à sa flèche », signifiant par là qu'il poursuit toujours le même but, mais en utilisant différents moyens d'expression pour traduire un même sentiment, sous des angles différents.

### La peinture

#### Son parcours de peintre
Il s'initie au dessin et à la peinture à l'académie de la Grande Chaumière à Montparnasse, et commence dans l’atelier d'Othon Friesz jusqu’en 1946.
« Je voulais vivre la peinture – car peindre c’était avant tout pour moi une façon de vivre – et non pas produire des tableaux. Je ne gardais rien de ce qui sortait de mes mains ; les dessins tombaient à terre, sans que je me donne le peine de les ramasser ; pendant des mois, je peignais sur la même toile que je grattais lorsque la couche en devenait trop épaisse. J’aimais l’acte de peindre, j’aimais la vie qu’imposait l’acte de peindre, j’aimais l’extraordinaire tension qui me mettait en quelque sorte hors de moi lorsque, debout devant la toile, je n’étais plus moi mais ce qui se faisait sur la toile.
L’acte de peindre est, avant tout, une prise de position sensuelle de l’univers ; une sorte d'identification se produit entre vous et ce que vous cherchez à capturer par l’action de peindre. Le peintre se travestit sensuellement en ce qu’il peint. Il devient femme, pomme, fleur, lumière, je ne connais pas de communion plus complète – à part la fusion de l’amour. Peindre c’est aimer. J’aimais, oui, j’étais rempli d’amour pour tout ce que je voyais, pour tout ce que je touchais, je vivais dans une buée d’amour… et en même temps je me tenais à l’écart, parlant peu, ne mangeant presque rien, vivant d’aumônes et de petits vols, posant de temps en temps nu à l’atelier de croquis, au rez-de-chaussée de la Grande Chaumière. Je survivais grâce aux uns et aux autres... » (Serge Rezvani, Le testament amoureux, Stock collection Points, 1981, p. 97–98)
En 1946, il réalise avec Paul Éluard un beau livre, Elle se fit élever un palais, qui le fait sortir de l'anonymat. Le texte de Paul Éluard est constitué du poème éponyme (tiré de la Rose publique), et Serge Rezvani l'orne de gravures (faites sur le bois de caisses à savon qui servent de poubelles dans les rues de Nice, où il lui arrive de séjourner), et agrémente chaque exemplaire de vignettes originales. Il a alors 18 ans, et n'a pas le sou. Il raconte : 
« Ne pouvant plus peindre faute de toiles et de couleurs, la nuit j'allais voler des poubelles, à l'époque de simples caisses de bois. Me servant des planches brutes, je gravais des profils de femme. Ensuite, en les encrant, je tirais sur une feuille de papier ces silhouettes de chair en réserve, dont la blancheur nue naissait des nœuds, veines, striures du bois vivant par le tremblé d'une richesse de dentelle de Chine. Paul Éluard vit par hasard les premiers tirages de ces gravures chez Monny de Boully. Il voulut me rencontrer. Ces profils de femmes verticales coïncidaient avec un rêve qu'il avait célébré par un poème. Pendant six mois je tirai chez Mourlot les planches de ce livre (...) j'allais souvent chez Éluard pour lui montrer les planches au fur et à mesure que je les tirais. Avant même que je ne sorte les gravures, il me faisait asseoir à table et m'apportait du pain et du fromage. Je mourais de faim, il le savait. »
Ce livre avec Paul Éluard l'aide à exposer ses premières toiles. Serge Rezvani commence sa carrière en partageant un atelier avec Pierre Dmitrienko et Jacques Lanzmann (le frère de sa première épouse). À partir de 1947, il participe aux expositions du groupe « Les Mains éblouies » à la Galerie Maeght (d'Aimé Maeght) avec, outre Dmitrienko et Lanzmann, Jean Signovert. Il travaille ensuite avec Raymond Mason, qui tiendra une place importante dans son évolution artistique (ils partagent alors un atelier avec Jacques Lanzmann).
Serge Rezvani signe également 80 dessins dans le beau livre de son père Medjid-K. Rezvani, Les coussinets de la princesse, ou le jeu des tomates par l’image (Paris, chez l’auteur, 1950).
Dès les années 1950, Serge Rezvani acquiert une notoriété avec ses tableaux abstraits. Il est exposé par la galerie Berggrüen (Paris, 1953) et par Lucien Durand, chez qui il côtoie les peintres de sa génération, tels que Dmitrienko et Arnal. Plus tard, la Hannover Gallery de Londres exposera également ses œuvres.

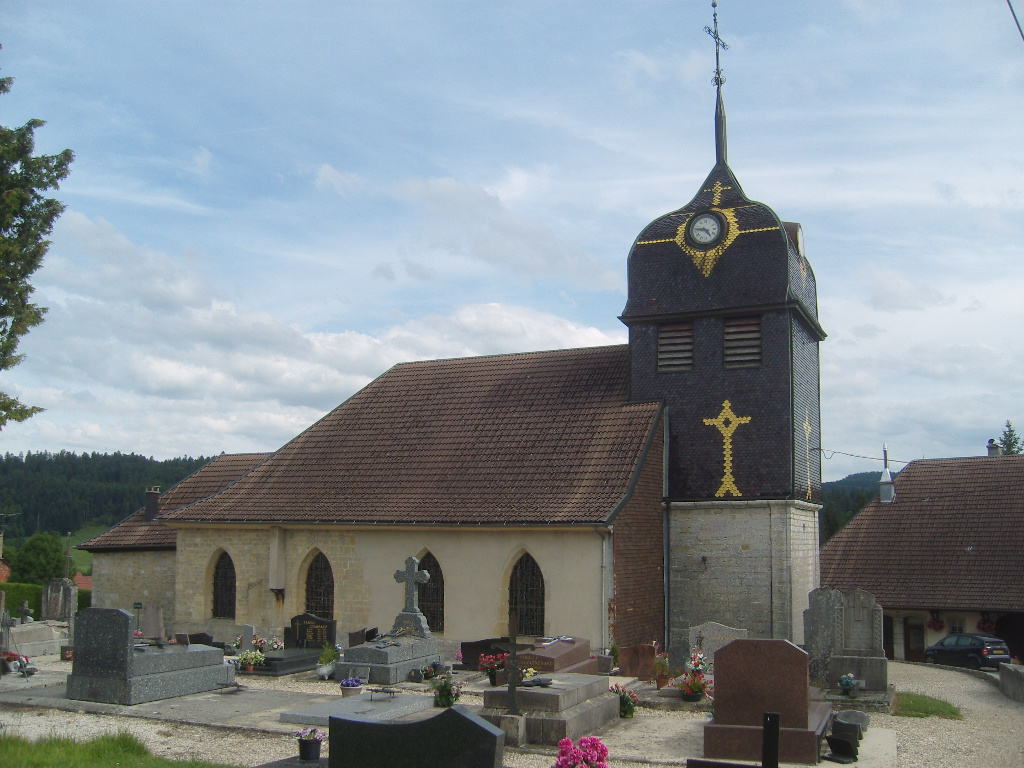
L'église Saint-Nicolas de Oye-et-Pallet, dont Serge Rezvani a dessiné les vitraux.

Autour de 1956, pendant une période assez courte, Serge Rezvani dessine également quelques vitraux. À cette époque il est sans argent, et des prêtres dominicains, qui admiraient sa peinture, lui proposent de réaliser des vitraux.
Ainsi, en 1956, Serge Rezvani réalise les 150 m2 de vitraux en dalles de verre de couleurs de l'église moderne Sainte-Anne de Saint-Nazaire,. Ce sont les ouvriers du chantier qui ont eux-mêmes financé le projet et qui ont demandé à Serge Rezvani de composer le carton des vitraux, qui sont faits d'épaisses dalles de verre coloré, prises dans du ciment. Puis il dessine les vitraux classiques (verre et plomb) de l'église Saint-Nicolas à Oye-et-Pallet (Doubs), exécutés par le jeune maître verrier Paul Virilio (qui deviendra plus tard philosophe), et de la chapelle de la Clarté-Dieu à Orsay dont les maîtres verriers sont Henri Déchanet et Paul Virilio.
À la fin des années 1960, il se fait construire un atelier pour peindre chez lui, à La Béate. Peu de temps après, s'apercevant qu'il peint les cancers de sa mère, et en voyant certains de ses amis peintres, tels Nicolas de Staël et Serge Poliakoff souffrir de la pression commerciale, ainsi que par crainte de devenir un professionnel du métier, en 1967, il décide d'abandonner la peinture, et se remet à pêcher en apnée à Saint-Tropez. « Quand ma peinture a commencé à se vendre, j’ai arrêté. Je ne suis pas parvenu à être le marchand de mes tableaux, un rôle qui induit d’avoir un certain type de relation avec le monde. Ce dont je suis incapable. C’est trop douloureux. Alors, j’ai commencé à écrire : des chansons, des romans, des pièces de théâtre. Cela dit, quand j’ai terminé un livre et que je ne peux plus écrire, je reprends parfois mes pinceaux pour réaliser de grandes séries. Mais je ne considère pas ce travail comme de la peinture. Il s’agit plutôt d’images très représentatives, très littéraires, par certains côtés. »

#### Style
Les tableaux de Serge Rezvani se divisent en périodes très différentes.
- Dans l’après-guerre souffle une énergie nouvelle, pour beaucoup de jeunes de cette génération la peinture figurative est alors dépassée. Souhaitant appliquer les leçons de Vassily Kandinsky, Serge Rezvani se fait connaître comme jeune peintre abstrait, avec notamment Dmitrienko et François Arnal : l'abstraction lyrique prend son envol. Les couleurs chaudes et l'expression des artistes prennent le pas sur les formes géométriques froides et impersonnelles. Rezvani pratiquera une abstraction totale sans aucune association avec des éléments quelconques de la réalité, abstraction comme celle de Serge Poliakoff (des lignes sinueuses qui s’entrecoupent avec grâce). Les œuvres de cette période lui on valu une estime toute d’esthétisme et de raffinement.
- Vers 1965, il s'oriente davantage vers la réalisation de grandes toiles d’une facture plutôt réaliste, tout en ne recherchant pas le trompe-l'œil.
- À partir des années 1990, Serge Rezvani s'oriente vers une peinture plus figurative, qu'il présente en 1999 lors de la Biennale de Venise. Il n'a depuis jamais arrêté la peinture, l'acte de peindre étant pour lui une « prise de position sensuelle de l'univers ».
- En 2005, Serge Rezvani peint une série de vingt portraits de Marie-José Nat, son épouse[16].

Toutes les séries de tableaux de Serge Rezvani vont par vingt tableaux, jusqu’à épuisement des thèmes. Ces toiles varient dans de très grands formats pour la plupart, 2 m x 3,5 m par exemple pour Les horreurs de la guerre électronique, puis celles des Marines (dites aussi Plages).

#### Expositions
Depuis 1946, Serge Rezvani expose dans différentes galeries, et participe à différentes expositions collectives, notamment aux « Mains Eblouies » à la galerie Maeght avec la plupart des jeunes peintres de sa génération. Il expose notamment à Paris (Galerie Maeght en 1950, galerie Arnaud, Durand, galerie Berggruen à Paris, galerie Jacqueline Ranson) et à Londres (Hanover Gallery). Il expose en 1955 à la galerie Kléber, mais aussi à Lausanne, Stockholm ou New York, etc.
Voici les principales expositions de séries de tableaux et œuvres picturales de Serge Rezvani :
- 1945 : première exposition, à la Galerie La Reine Margot à Paris, avec des tableaux peints par Serge Rezvani d'après des dessins réalisés lors d'un voyage en Corse avec Jacques Lanzmann et Pierre Dmitrienko. André Gide a écrit la préface de cette exposition[17].
- 1970 : la série Les horreurs de la guerre électronique est présentée à l'occasion de de l'exposition Toiles sur le Vietnam au musée d'Art moderne de Paris, au département contemporain de l'ARC (Animation, Recherche, Confrontation). Ce sont des toiles contre la guerre alors menée par les États-Unis au Viêt Nam (de même que sa pièce de théâtre Capitaine Schelle, Capitaine Eçço de 1969). Cette série sera ensuite exposée à Cuba.
- Du 5 au 15 février 1976 : la série Les Plages[s] est exposée à l'occasion de l'inauguration de Beaubourg - centre Georges-Pompidou, dans le cadre de l'exposition Grandes Marines, hors les murs au Centre culturel du Marais[t] (exposition Rezvani, Nouvelles peintures). Elle est couplée avec une mise en espace de sa pièce Le Palais d'hiver par Daniel Mesguich au théâtre de la Ville.
- Printemps 1994 : la série de toiles Repentirs est exposée à la Galerie Lucie Weill & Seligmann à Paris (en même temps que sa pièce de théâtre La Glycine).
- Du 9 juin au 7 juillet 1999 : durant la Biennale de Venise, à la Galleria Del Leone[11], Serge Rezvani expose une série de tableaux intitulée Femme, donna, écrite « avec du noir sur du blanc » (évoquant par là la phrase de Mallarmé « Écrire, c’est déjà mettre du noir sur du blanc »). Il commente ainsi cette série : « Je tente aujourd'hui, dans cette ”période noire“ de mon travail, à la faveur de cette « lumière noire », de redécouvrir LA femme, son corps intact, sa grâce par sa projection et sa représentation. » Le livre Femme donna (Actes Sud) permet de retrouver ces toiles[18].
- 2012[u] : la série de tableaux Ils croient jouer au football mais ils ne savent pas qu'ils dansent un sublime ballet est exposée à la Galerie Guillaume[v].
- Du 27 avril au 4 mai 2019 : exposition à la Galerie Gallimard de l'un des seize exemplaires originaux de 1947 du beau livre d'art Elle se fit élever un palais, poème de Paul Éluard, bois gravés de Serge Rezvani[19].
- Mars au 18 mai 2024 : exposition "Serge Rezvani. Peintures" à la Galerie Loo & Lou (Paris 3e) de tableaux et dessins issus de différentes périodes.

En 2009, Serge Rezvani souhaite exposer une rétrospective de ses tableaux, mais une grande partie de ses œuvres se trouve actuellement au Musée de la Havane à Cuba, lequel n’accepterait de les prêter que moyennant une caution très élevée, et le projet ne peut donc se réaliser.
Les tableaux de Serge Rezvani reflètent, comme il le dit, « soixante-dix ans de "peinture-recherche", plus que de production de choses à vendre ou à accrocher ». Cela explique le fait que la plupart de ses toiles n’ont jamais été exposées.

### La chanson

#### Des chansons pour les intimes
À la fin des années 1950, Serge Rezvani, alors peintre, se met à composer ses premières chansons, destinées à amuser sa femme, sur une guitare offerte par Francesca Solleville. « J'avais envie de musique. Je jouais très mal de la guitare et j'étais incapable de chanter les chansons des autres. Poussé par cette incapacité, j'ai trouvé trois-quatre accords et les mots sont venus. Mon grand ami Jean-Louis Richard, le mari de Jeanne Moreau, a adoré la première chanson, il l'a apprise, s'est amusé à la chanter. Puis une seconde. Au gré de l'inspiration et sans technique, je me suis aperçu que je tenais une sorte de journal chanté. »
Ces chansons étaient connues de leur seul cercle d'amis : Jean-Louis Richard et Jeanne Moreau, François Truffaut (qu'il rencontre grâce à Jeanne Moreau) et Madeleine Morgenstern, Francesca Solleville, Boris Vian. Mais également Maurice Alezra, Marianne Feld et Jean-Claude Vignes.
Ces chansons sont alors le prétexte à de petites fêtes chez les uns ou les autres : « À l'époque, à la fin des années 1950, mon meilleur ami s'appelait Jean-Louis Richard, mari de Jeanne Moreau. Nous formions deux couples extrêmement liés, Jeanne et Jean-Louis, ma femme Danièle et moi. Nous étions voisins à la Garde-Freinet, dans le Var, où nous passions de chaleureuses soirées à dîner, chanter, organiser des spectacles... De même à Paris, où l'on se retrouvait une fois par semaine chez les Richard, avec Boris Vian, Francesca Solleville... J'y amenais mes dernières chansons, on mangeait des spaghettis, on jouait aux cartes, avec une double punition infligée au perdant : chanter Jo Le Rouge debout sur la table et faire la vaisselle! (rires) »
« Ces chansons, et la communication qu’à travers elles j’établissais avec les autres, m’apportèrent de grandes joies. Le silence de la peinture étouffait depuis longtemps le peintre. Voilà que le peintre se mettait à chanter tout à coup pour dire ce que sa main ne pouvait peindre. Dans ces chansons je parlais de Danièle, de mon amour pour elle, du bruit meurtrier de la ville, de notre vie, de la mort, de mes peurs et de mes espoirs : elles devinrent en quelque sorte mon journal chanté. Je venais de prendre la parole. »

#### Un succès inattendu
Un jour, François Truffaut - qui adorait les chansons de Serge - lui demande s'il peut utiliser une de ses chansons pour le film Jules et Jim qu'il avait alors en préparation,. C'est ainsi que, en 1961, l'une de ses chansons intimistes quitte le cercle de ses amis pour rejoindre le cinéma. On y voit Serge Rezvani accompagnant à la guitare Jeanne Moreau pour la chanson Le Tourbillon (de la vie). « Et [François Truffaut] a souhaité que j’accompagne Jeanne sur trois notes. C’est ce que j’aime dans une chanson : qu’elle reste fragile, comme si elle était inachevée. » Serge Rezvani avait en fait composé cette chanson sept ans plus tôt pour Jeanne Moreau, qui n'avait cessé de se séparer de son compagnon du moment Jean-Louis Richard, meilleur ami de Serge à l'époque. Serge y joue lui-même dans le film un second rôle, celui d'Albert (sous le pseudonyme de Cyrus Bassiak).
En 1963 Jeanne Moreau retrouve le producteur musical Jacques Canetti, qui lui propose de faire découvrir les chansons de Serge Rezvani, dont Le tourbillon commence à être connu. Orchestrées par Ward Swingle,  les 12 chansons que Jeanne Moreau choisit pour son premier album 33 tours sont toutes inconnues. Aucune d'entre elles n'a été enregistrée et c'est Jeanne Moreau qui va faire découvrir J'ai la mémoire qui flanche, La vie de cocagne, La Peau Léon, Le blues indolent etc. Pour que Jeanne Moreau soit dans son élément et ait l'impression de chanter devant un public, Jacques Canetti enregistre ce disque au studio du Théâtre des Champs-Elysées où la salle de spectacle devient dans la journée un studio d'enregistrement.
Serge Rezvani  signe ses chansons sous le pseudonyme de Cyrus Bassiak afin de garder son anonymat. Il dit : « Pour différencier mon activité de compositeur de mon activité de peintre, je me suis camouflé derrière un pseudonyme, « Cyrus » ou « Boris Bassiak ».
Peu enclin à entrer dans le métier, Rezvani finit par se rendre à la Société des auteurs, compositeurs et éditeurs de musique (SACEM) pour y passer l'examen d'auteur-compositeur. Ne sachant pas écrire ses musiques, il y est considéré comme « mélodiste » : il devra faire cosigner toutes ses chansons par des compositeurs considérés comme tels... Cela explique les cosignatures mentionnées sur tous les enregistrements des chansons interprétées par Jeanne Moreau pendant plus d'une vingtaine d'années, jusqu'à ce que ses œuvres lui soient enfin attribuées au double titre d'auteur et de compositeur. Et qu'il les assume sous son véritable nom.
L'album Jeanne Moreau chante 12 chansons de Bassiak obtient le Grand prix de l'Académie Charles-Cros en 1964. Cette même année paraît la chanson Embrasse-moi, qu'elle chante en 1963 dans la bande originale du film Peau de banane de Marcel Ophüls (cette chanson paraît aux Productions Jacques Canetti. Elle sera également reprise 10 ans plus tard par Francesca Solleville, qui enregistre quelques chansons de Rezvani et les interprète sur scène).
Toujours en 1963, Jacques Baratier réalise le film Dragées au poivre en y incluant six chansons de Rezvani.
En 1965, Jean-Luc Godard, en repérage dans le Var pour Pierrot le Fou au volant de sa grosse voiture américaine, entend Jeanne Moreau à la radio, et dit à son assistant qu'il « aimerait avoir une chanson du type qui a écrit ça. » Anna Karina se souvient : « Jean-Luc adorait Le tourbillon. Il savait par Truffaut que Bassiak était un auteur-compositeur terriblement original. » Se trouvant alors juste à une vingtaine de kilomètres de La Béate, Godard et son assistant débarquent à 7 h du matin chez les Rezvani. Serge lui fait écouter les trois chansons qu'il a sur son magnétophone à ce moment-là, et Godard lui répond simplement « ce sont celles qu'il [me] faut. » Anna Karina en chante deux dans le film (Ma ligne de chance et Jamais je ne t'ai dit que je t'aimerai toujours ô mon amour), et, dans un mouvement d'humeur envers Godard (qui était alors son mari), refuse la troisième, Angora rose.
En 1966, Jeanne Moreau et Jacques Canetti se retrouvent pour un second album Angora rose où Jeanne Moreau chante 12 nouvelles chansons de Bassiak. Orchestré par le musicien de jazz Elek Bacsik, ce second disque rassemble des chansons telles que Jamais je ne t'ai dit que je t'aimerai toujours, Angora rose, Les mots de rien, J'avais un ami etc. et obtient le prix de l'Académie Charles-Cros. Trois titres restés inédits en 1966 lors de cet enregistrement (Fille de personne, La Fermeture glissière et Minuit Orly) seront édités en CD par la suite par les Productions Jacques Canetti.
En 1968, l'actrice Vanessa Redgrave enregistre dix versions des chansons du second album de Jeanne Moreau, en version anglaise (adaptations anglaises de Julian More sur des arrangements et direction d'orchestre de Antoine Duhamel), pour le film Red and Blue de Tony Richardson.
Les chansons de Rezvani contribuèrent à faire de Jules et Jim et Pierrot le fou des films culte de la Nouvelle Vague. Serge Rezvani devient, sous le pseudonyme de Boris Bassiak, l'un des compositeurs associés à ce courant du cinéma français.
Sa carrière de discret auteur à succès couvre ainsi juste quelques années, de 1961 à 1966, car Serge Rezvani décide de raccrocher sa guitare, moins de cinq ans après le succès du Tourbillon et alors que les plus grands studios de cinéma américains lui proposent de venir travailler à Hollywood — en contrepartie d'une rémunération conséquente — et qu'on lui demande à la même période d'écrire pour Juliette Gréco, Brigitte Bardot ou Serge Reggiani (dont Jacques Canetti veut faire un chanteur).

#### Leur rôle de passage à l'écrit
Ces chansons amènent surtout le peintre vers l'écrit. En 1965, Serge Rezvani part de sa chanson J'ai la mémoire qui flanche pour écrire sa première pièce de théâtre, Les immobiles, dans laquelle un vieil homme dont la mémoire fuit s'efforce de retrouver son passé en écrivant quelques couplets (en 2010, cette pièce n'a encore jamais été jouée). Avec Les immobiles, il approfondit une nouvelle forme d'écriture. Il dit : « J'ai toujours eu la nostalgie de l'écriture. [...] Je suis arrivé à écrire par les chansons et j'ai éprouvé le sentiment d'une grande délivrance le jour où, grâce à elles, j'ai trouvé la voie. J'ai écrit mes premiers livres comme j'écrivais mes chansons. J'emploie des moyens différents mais tout ce que je fais est un ensemble. »
En outre, ces quelques succès lui assureront dorénavant une relative liberté financière, qui l'aidera particulièrement à certaines périodes difficiles de sa vie.
En 1976, Jean Arnulf reprend également les chansons de Serge Rezvani dans un album intitulé Jean Arnulf Chante Rezvani.
Les chansons de Serge Rezvani ne seront plus interprétées pendant plus de vingt ans.
En 1994 paraît le CD Notre folle jeunesse (Deyrolle éditeur), sur lequel il chante dix-sept de ses chansons en s'accompagnant à la guitare. C'est la première fois que l'on peut entendre Serge Rezvani interpréter ses chansons. Mais ce coffret à petit tirage, passé quasi inaperçu, a fini dans les bacs des soldeurs.

#### La redécouverte
À la fin des années 1990, Mona Heftre, comédienne qui s'illustra dans la troupe du Magic Circus de Jérôme Savary, découvre les deux chansons de Cyrus Bassiak dans Pierrot le fou, puis leur véritable auteur, et plonge alors avec passion dans ses romans. Elle décide de reprendre le riche répertoire de Serge Rezvani : « Je veux, dit-elle, porter partout ces chansons d'amour graves, tendres, légères et drôles parfois. Je me sens enfin capable de les interpréter vraiment. Il faut avoir vécu pour chanter Rezvani, et j'ai vécu... des joies, des malheurs, des espoirs. » En 1999, elle crée le tour de chant Tantôt rouge tantôt bleu (avec des airs inédits dénichés dans ses pièces de théâtre) au Sentier des Halles à Paris.
. Puis Mona fait la connaissance de Serge Rezvani. Il lui chante des airs oubliés qui lui reviennent en mémoire après des années d'amnésie volontaire. Elle enregistre un premier album de ses chansons intitulé Tantôt rouge, tantôt bleu (Actes Sud, livre-disque contenant les paroles de 72 chansons de Rezvani), avec la complicité du pianiste Gérard Daguerre (accompagnateur notamment de Barbara). Ce disque obtient le Grand Prix de l’Académie Charles-Cros et de l'Adami. Puis Mona interprète les chansons de Rezvani au TNP (salle Gémier), à l'Opéra-Comique, au Théâtre du Renard (Les années Lula, 2003).
Mona enregistre alors un deuxième album en studio qui aurait dû voir le jour, mais à la suite de problèmes d'héritage avec son producteur, ce sera finalement un album enregistré en public, Embrasse-moi, qui sortira en 2004.
Mona Heftre demanda à Serge Rezvani de nouvelles chansons. Celui-ci, touché par son interprétation, lui suggéra de puiser dans ses pièces de théâtre, où il les a « mises à l'abri », en particulier dans la pièce intitulée Le Cerveau. Puis il finit par se prendre au jeu, et consacra une année à ces seules nouvelles chansons pour Mona Heftre. En ayant l'idée toutefois qu'il ne retrouverait « ni la grâce, ni l'inconscience d'autrefois... J'avais oublié les accords, dit-il, je ne touchais plus ma guitare depuis près d'une vingtaine d'années. Et j'ai réalisé que ça fonctionnait. Plusieurs d'entre elles vont peut-être plus loin que certaines des années 1960. Entre-temps, je me suis imprégné d'écriture et de vie... Alors que Lula était irrémédiablement malade, ces chansons m'ont peut-être sauvé la vie. »
À l'initiative de Bertrand Py (travaillant pour le compte des Éditions Actes Sud), Serge Rezvani entreprend d'enregistrer l'intégrale de ses chansons. À l'occasion de la parution du premier des six CD, il s'aventure sur scène pour accompagner l'événement à Arles et aux théâtre des Bouffes-du-Nord à Paris. Puis à Venise et à La Garde-Freinet durant l'été 2005, après le décès de Lula, comme une sorte d'adieu à des lieux chéris. Puis en automne 2005 au Théâtre Ouvert de Lucien Attoun à Paris, par affection pour le couple-maître des lieux. Ces cinq concerts lui donnent le goût de poursuivre lorsqu'il rencontre la professionnelle Gladys Gabison, à même de concilier la scène et les périodes consacrées à l'écriture.
« Je ne me vois pas partir en tournée, dit-il, mais l'idée d'aller ponctuellement dans des lieux différents me plaît bien. Alors que je me suis présenté sur scène, assis, un peu comme si j'étais chez moi, un peu en amateur, feuilletant mon cahier de chansons - je ne les connais pas par cœur et ne peux peut-être pas les apprendre -, je réfléchis avec mon guitariste (Amaury Canovas-Filliard) sur la façon de changer un peu les choses. En travaillant davantage la guitare pour chanter debout. »
Fin 2005, parait le livre-CD Quand tombe la nuit, une comptine pour enfants racontée, dessinée et chantée par Serge Rezvani, avec notamment la participation de Mona Heftre.
En 2007, Helena Noguerra reprend certaines de ses chansons dans l'album Fraise-vanille, dont certains titres sont diffusés à la radio.
En 2017, à la disparition de Jeanne Moreau, Serge Rezvani rencontre Françoise Canetti, la fille de Jacques Canetti, à qui il fait découvrir d’autres chansons que celles de Jeanne Moreau.
Celles-ci seront intégrées au légendaire catalogue des Éditions Majestic, et feront l’objet d’un travail éditorial pour les faire connaître au grand public.
En mars 2023 paraît sous le label Productions Jacques Canetti, l’album Chansons pour Lula avec de nouveaux enregistrements des chansons inédites de Rezvani.
Françoise Canetti propose à des artistes de la scène actuelle, tels que Philippe Katerine, Dominique A, Cali, Léopoldine HH, Vincent Dedienne, d’interpréter Rezvani.Le légendaire orchestrateur Gérard Daguerre accompagne ce disque ainsi que Olivier Marguerit.
La même année, une collaboration s’instaure avec les Éditions Philippe Rey pour faire reparaître le livre Chansons Silencieuses avec les textes des chansons de Rezvani.
Le 14 juillet 2023, France Culture enregistre le spectacle « Retour en Avignon » dans lequel Rezvani, Dominique A, Léopoldine HH et Olivier Marguerit incarnent « Chansons pour Lula ».A cette occasion la chanson « Pour une Marseillaise amie » est créée : « Allons enfants de toutes les patries, l’intelligence doit triompher… »
En octobre 2024 - 60 ans après le 1er disque de Jeanne Moreau – les Productions Jacques Canetti réalisent le coffret collector 3 CD Serge Rezvani Le tourbillon de mes chansons qui rassemble les 75 plus belles interprétations des chansons de Serge Rezvani.
Avec :
CD 1 Ses interprètes de légende
La particularité de ce CD est de réunir, entre autres, de grandes comédiennes qui l'ont chanté au cinéma, telles que Jeanne Moreau, Anna Karina, Sophie Daumier et Vanessa Redgrave.De François Truffaut (Jules et Jim) à Jean-Luc Godard (Pierrot le fou) en passant par Jacques Baratier (Dragées au poivre), Marcel Ophuls (Peau de banane) et Tony Richardson (Le marin de Gibraltar et Red and Blue), les chansons de Serge Rezvani reflètent la liberté, l'insolence et le rire de tout un public qui se reconnait dans "La vie de cocagne", "Jamais je ne t'ai dit…", "Les mensonges", "La vie s'envole" et tant d'autres.On retrouve également certaines chansons que Jeanne Moreau a inscrites dans nos mémoires à tout jamais. Enfin, on découvre les versions anglaises que Vanessa Redgrave a interprété avec brio dans les orchestrations hollywoodiennes d’Antoine Duhamel.
CD 2 - Ses nouveaux interprètes
Philippe Katerine et Mona Heftre sont ceux qui dès la fin des années 90 font découvrir les chansons de Rezvani à une nouvelle génération d'amateurs de chansons.  Ils sont suivis par d'autres artistes réputés de la scène actuelle française tels que Dominique A, Helena Noguerra, Raphaël, Alain Chamfort, Cali, Vincent Delerm, Léopoldine HH, Vincent Dedienne, Bertrand Burgalat et d’autres …Leur point commun ? Beaucoup d'entre eux sont eux-mêmes auteurs-compositeurs-interprètes connus pour leurs propres créations.En 2023 deux voix du jazz français - Anne Ducros - et canadien – Laura Anglade - s'emparent magistralement des mélodies de Rezvani. Avec Rien n'arrive plus, une autre pépite que nous offre Bruno Bonhoure, chanteur lyrique et créateur de l’ensemble La Camera delle Lacrime.
Encore des facettes originales de l'œuvre de Rezvani à découvrir.
CD3 - Serge Rezvani Intime
Chansons interprétées par Serge Rezvani
Sous le pseudonyme de Cyrus Bassiak, Serge Rezvani chante lui-même les chansons qui l’ont fait connaitre au cinéma en apportant une nouvelle profondeur et intimité à son œuvre.
Ce CD inclut deux nouvelles chansons inédites qu’il vient d'écrire et qu'il interprète avec la comédienne Natalie Akoun.
Enfin, de petites interviews exclusives de Serge Rezvani ponctuent ce CD ; Il parle de l’importance de ses rencontres.  Il partage sa philosophie de la vie et son rapport à la création, à l’amour et à ses chansons.
Ce coffret a été retenu par la Fnac qui le distribue en exclusivité dans la cadre du 70ème anniversaire de l’enseigne.
À noter que toutes les partitions musicales des chansons récentes de Serge Rezvani sont désormais disponibles et en vente sur le site www.jacques-canetti.com

### Le théâtre
En 1965, Serge Rezvani écrit ses premières pièces de théâtre, L'Immobile et Le Rémora, qui sont mises en scène par Michel Berto au Petit Odéon. Dès lors, il alterne romans et récits autobiographiques, et peint (Les Horreurs de la guerre électronique en 1970, ou Les Grandes Marines en 1975). Body, L'Immobile et Le Cerveau sont publiés en 1970 aux éditions Christian Bourgois.
Son théâtre est de plus en plus remarqué. À la fin des années 1960, Serge Rezvani est contacté par le premier ministre iranien de l'époque, qui lui propose de lui acheter des toiles et de mettre à sa disposition un atelier immense. Cela intrigue Serge Rezvani, qui commence alors à faire des recherches, à rencontrer des opposants au régime du Shah d'Iran (notamment d'autres expatriés iraniens), à rassembler des informations pendant des mois. Il s'aperçoit qu'il s'y passe des choses atroces, dont aucun média ne parle. Cela le conduit à publier des articles dans le journal Le Monde. Puis à écrire la pièce de théâtre Le Camp du drap d'or, sous la forme d'une satire politique critiquant les célébrations de Persépolis du Shah d'Iran, et stigmatisant la complaisance des pays occidentaux à l'égard de ce sanglant régime (l'une de ses chansons, Les Roses d'ispahan, traite également de ce sujet). « Je ne me suis jamais senti Iranien. Si je me suis engagé, c’est malgré moi, pour des raisons humanitaires. Il fallait sauver des vies. » Cet engagement lui vaudra de figurer sur la liste noire des condamnés à mort de la Savak, la police politique d'Iran. Serge Rezvani propose sa pièce à Lucien Attoun, qui créait alors son Théâtre Ouvert. Celui-ci l'accepte, et en fait la toute première pièce à être représentée pour le Théâtre Ouvert, lors du 25e Festival d'Avignon en 1971 à la chapelle des Pénitents blancs. La pièce est montée par Jean-Pierre Vincent et Jean Jourdheuil avec leur compagnie théâtrale (avec notamment Hélène Vincent et Jean Benguigui),.
Par la suite, Serge Rezvani écrit une deuxième pièce sur l'actualité, Capitaine Schelle, capitaine Eçço, qui dénonce les agissements autour du pétrole et la violence du capitalisme occidental. Georges Wilson, directeur du Théâtre national populaire de Chaillot, l'accepte. La pièce y est mise en scène en 1971, à nouveau par Jean-Pierre Vincent, Jean Jourdheuil et leur compagnie théâtrale, avec notamment Maurice Bénichou (Capitaine Schelle), Philippe Clévenot (Capitaine Eçço), Gérard Desarthe (Monsieur Elfe), Arlette Chosson (Koukie), Hélène Vincent (Eureka Schelle) et Jean Dautremay (Slavos).
Puis en 1977 est montée La Mante polaire par Jorge Lavelli au théâtre de la Ville, avec Maria Casarès dans le rôle-titre, ainsi que Nathalie Rheims.
En 1988-1989, deux courtes pièces, Jusqu'à la prochaine nuit (avec Anna Tatu), suivi de Na (avec Éléonore Hirt), sont créées par Pierre Chabert (1938-2010) à l'Avant-Scène de Marseille. Na est reprise en 1989 au Studio des Champs-Élysées, puis en octobre 1996 dans une mise en scène d'Hervé Taminiaux sur la Scène nationale d'Albi.
Au printemps 1994, La Glycine est représentée par la Comédie-Française, dans une mise en scène de Jean Lacornerie, au théâtre du Vieux-Colombier, avec Roland Bertin (dans le même temps, une exposition de ses dernières peintures - Repentirs - est présentée à la galerie Weill-Seligmann).
À la demande de Jacques Lassalle, Serge Rezvani signe la traduction d’une nouvelle version de Platonov d'Anton Tchekhov, que Jacques Lassalle met en scène à la Comédie Française en novembre 2003.
En 2010, Jean-Michel Guy met en scène Tom Neal et la compagnie théâtrale lilloise La Scabreuse dans la pièce Body (publiée en 1970).
En septembre 2011, Serge Rezvani devait présenter une nouvelle pièce intitulée On s'est connus, on s'est reconnus, qu'il devait jouer aux côtés de sa femme Marie-José Nat au théâtre Déjazet. La pièce, qui traite d'un couple se retrouvant après 25 ans d'absence, parle sur un ton poétique d'amour et de la nostalgie de la vie. Finalement, au vu de la situation politique en France, et alors que la pièce était quasiment prête, Serge Rezvani décide de ne pas monter celle-ci.

### L'écriture
Ses deux premiers écrits, Les Années-lumière (1967), puis Les Années Lula (1968) - deux autobiographies chroniques intimes - lui valent la reconnaissance du milieu littéraire et du public et le consacrent en tant qu'écrivain.
À la suite de la parution de son premier roman, Les Années-lumière, Rezvani reçut une lettre d’un jeune révolutionnaire enfermé dans une geôle bolivienne, Régis Debray : « Quand je commence à tourner en rond et à manquer d’air, lui écrit-il, j’ouvre votre livre et c’est comme une fenêtre sur l’autre côté. L’angoisse s’en va tout de suite. »
Ensuite, Serge Rezvani publie Coma, Les Américanoïaques et La Voie de l'Amérique, trois romans parus en 1970.
Dans Mille aujourd'hui, il « tournoie contre la Babel électronique », puis il continue ses portraits de couples atypiques dans Feu (1973), évoque le couple nomade dans Foukouli (1974), et poursuit son œuvre autobiographique dans Le Portrait ovale (1976), Le Testament amoureux (1981), le journal Les Variations sur les jours et les nuits (1985), J'avais un ami (1987), Les Repentirs du peintre (1993), Le Roman d'une maison (2001), et enfin L'Éclipse (2003), Paru en mai 2003, son texte, «L’éclipse», qui clôt le cycle autobiographique de son œuvre par le récit de la maladie d’Alzheimer dont souffre sa femme. Paraissent également Les Canards du doute (1979), La Table d'asphalte (1980), La Loi humaine (1983) et Le Huitième Fléau (1989).
Il publie de nombreux romans, dans lesquels il semble poursuivre une véritable poétique du désastre, La Traversée des monts Noirs (1992), La Cité Potemkine (1999) ou encore L'Origine du monde (2000, éditions Acte Sud).
En 2004 il publie un recueil de nouvelles drolatiques intitulé Les Voluptés de la déveine, qui prend pour héros l’un des personnages de son roman L’origine du monde, l’inénarrable commissaire Quevedo flanqué de son chien doué de parole, M. Bull.
Il écrit aussi de la poésie, avec Double Stance des amants (1995), Élégies à Lula (1999), et des essais comme La Folie Tintoretto (1994), ou La Femme dérobée (2005).
En janvier 2012, il publie Ultime amour, ainsi intitulé « car la vie, pour moi, n’a été et n’est qu’Amour jusqu’à la Fin », dans lequel il parle ouvertement des personnes ayant très largement profité de lui pendant la maladie d’Alzheimer de Lula, en usant de sa faiblesse et ses souffrances pour escroquer littéralement le couple en détresse. Il évoque ensuite la paix retrouvée grâce à la rencontre de Marie-José Nat. Serge Rezvani annonce que cet ouvrage est son ultime livre, « point final à la longue exploration de la première personne du singulier ».
Il publie encore Vers les confins (2014), Le corps d'Hélène (2015), Le tourbillon de ma vie : Entretiens avec Michel Martin-Roland (2015), Histoire masquée (2018), Beauté j'écris ton nom (2022), Moi, Artemisia ! (2023).
Serge Rezvani aura consacré l'essentiel de son temps au roman et au théâtre, en renouant de temps en temps avec la peinture et la chanson.

## Œuvre

#### Romans, récits et œuvres autobiographiques
- Les Années-lumière, Paris, Flammarion, 1967 (réimpr. 1972 (Éd. le Livre de poche), 1986 (Éd. Seuil, Collection « Points »), , 1997 (Éd. Actes Sud, Collection « Thesaurus »)), 445 p. (ISBN 978-2-38482-128-0)Rezvani raconte dans ce livre l'errance de sa jeunesse, ses allées et venues entre sa mère, les orphelinats, son pathétique père diseur de bonne aventure, et la solitude de chambres sordides.
- Les Années Lula, Paris, Flammarion, 1968 (réimpr. 1973 (Éd. le Livre de poche), 1987 (Éd. Seuil, Collection « Points »), 1997 (Éd. Actes Sud, Collection « Thesaurus »)), 420 p. (ISBN 978-2-38482-126-6)Ce second roman forme un diptyque indissociable du premier, où l'errance initiale est entièrement mise en relief par l'assurance que la femme procure.
- Les Américanoïaques, Paris, C. Bourgois, 1970 (réimpr. 1972 (collection « 10-18 »), 2000 (Éd. de la Mauvaise graine)), 137 p. (ISBN 2-9514990-4-3, présentation en ligne)Comme son nom l’indique, l’œuvre est profondément américanophobe. Cependant, elle doit être comprise dans son contexte, la guerre du Viêt Nam (en 2000, Serge Rezvani indique qu’il n’écrirait plus un tel pamphlet).
- Coma, Paris, C. Bourgois, 1970 (réimpr. 1975 (collection « 10-18 »)), 157 p.
- La Voie de l'Amérique, Paris, C. Bourgois, 1970 (réimpr. 1973 (coll. « 10-18 »)), 483 p.
- Mille aujourd'hui, Paris, Stock, 1972 (réimpr. 1976 (éd. le Livre de poche)), 453 p.
- Feu : roman, Paris, Stock, 1973 (réimpr. 1978 (éd. le Livre de poche)), 344 p. (ISBN 2-234-00639-2)
- Fokouli, Paris, Stock, 1974, 425 p. (ISBN 2-234-00166-8)
- Le Portrait ovale, Paris, Gallimard, 1976, 174 p. (ISBN 2-07-029392-0)
- Le Canard du doute, Paris, Stock, 1979 (réimpr. 1980 (Éd. Rombaldi), 1988 (coll. « 10-18 »)), 279 p. (ISBN 2-234-01000-4)
- Le voyage d'hiver, Hachette, coll. « Saisons », 1979, In-12 agrafé (tirage unique à 1000 exemplaires n° hors commerce sur vergé)Recueil de 4 nouvelles écrites par Serge Rezvani, Jacques Chessex, Jean Freustié et Georges Perec consacrées aux saisons (rééd. Éditions du Seuil, coll. « Librairie du XXe siècle », 1993 puis 2009).
- Divagation sentimentale dans les Maures, Paris, Hachette, 1979 (réimpr. 2001 (dessins de Serge Rezvani, éd. Actes sud)), 113 p. (ISBN 2-85108-228-0)photographies de Hans Silvester
- La Table d'asphalte, récits, Paris, Ramsay, coll. « Domaine romanesque », 1980, 238 p. (ISBN 2-85956-136-6)
- Le Testament amoureux, Paris, Stock, 1981 (réimpr. 1984 (éd. Seuil, coll. « Points »), 1997 (Éd. Actes Sud, Collection « Thesaurus »)), 547 p. (ISBN 2-234-01499-9)
- La Loi humaine : roman, Paris, Seuil, 1983, 292 p. (ISBN 2-02-006544-4)
- Variations sur les jours et les nuits, journal, Paris, Seuil, 1985, 399 p. (ISBN 2-02-008601-8)Je ne savais pendant cette année d'écriture, si ce journal serait un jour publie mais je l'ai écrit pour qu'il soit lu. L'expérience me mettait en état de curiosité. C'est cette curiosité que j’aimerais avoir réussi à transmettre. Que reste-t-il de la vie qui passe au jour le jour - pas de la mémoire qui, elle, constamment, remet en perspective, comme si, à mesure qu'on s'éloigne du moment vécu, les différents plans du paysage glissaient les uns par rapport aux autres -, mais du moment d'écriture, du choix quasiment inconscient qui se fait à travers l'écriture? Que va-t-il s'écrire aujourd'hui?
Venise, peinte par petites touches, aimée dans sa décrépitude; le vallon du Midi que le feu a ravagé mais qui reprend ses allures de paradis précaire, menacé par le béton; les amis célèbres ou inconnus; les lectures; enfin et surtout l'amour avec Danièle sont les thèmes principaux de ce livre. Mais l'essentiel c'est, bien sûr, la sensibilité de Rezvani, sa capacité d'émerveillement et de souffrance. De notation en notation, il nous donne à sentir le grain du quotidien, l'écoulement voluptueux de la vie, les passages à l'angoisse, les retours au bonheur: ce journal serait la suite du Testament amoureux.
- La nuit transfigurée, Paris, Seuil, 1986 (réimpr. 1993 (éd. Gallimard, coll. « Folio »)), 293 p. (ISBN 2-02-009154-2)
- J'avais un ami, Paris, C. Bourgois, 1987 (réimpr. 1991 (collection « 10-18 »), 1997 (Éd. Actes Sud, Collection « Thesaurus »)), 152 p. (ISBN 2-267-00511-5)
- Le 8e fléau : roman, Paris, Julliard, 1989, 169 p. (ISBN 2-260-00636-1)
- Phénix : roman, Paris, Gallimard, 1990 (réimpr. 1994 (éd. Actes Sud, coll. « Babel »)), 165 p. (ISBN 2-07-072084-5)Au terme d'une longue méditation, Cham décide d'abandonner la peinture pour l'écriture. Alex, sa femme est la complice de cette métamorphose. Entre leur retraite méridionale et la ville d'Italie où ils aiment s'enfuir, en dépit des sollicitations des marchands et des collectionneurs, ils parcourent dans une grande solitude amoureuse le chemin d'une renaissance. Et ensemble découvrent que l'œuvre que Cham a tenté de détruire par le feu agit à la fois comme miroir et mémoire et, nouveau Phénix, sera la matière même du renouveau.
- L'anti-portrait ovale, Paris, Deyrolle, 1991, 64 p. (ISBN 2-908487-10-1)
- La traversée des Monts Noirs, en supplément au Rêve de d'Alembert, Paris, Stock, 1992 (réimpr. 1995 éd. le Livre de poche, puis 2011 éd. Les Belles Lettres (collection L’Exception)), 394 p. (ISBN 2-234-02482-X)
- Les Repentirs du peintre, Paris, Stock, 1993 (réimpr. 1997 (Éd. Actes Sud, Collection « Thesaurus »)), 257 p. (ISBN 2-234-02610-5)
- L'énigme : roman, Arles, Actes Sud, 1995 (réimpr. 2003 (coll. « Babel »)), 233 p. (ISBN 2-7427-0588-0)Que s'est-il passé à bord de l'Ouranos, le cabin-cruiser de la famille Knigh, retrouvé dérivant en mer, vide, la coque striée de griffures sanglantes ? Lequel des Knigh, tous écrivains, donc tous rivaux - autant dire tous suspects - a délibérément noyé les autres, avant de s'infliger sans doute le même sort ?
Pour déchiffrer les indices - carnets, brouillons, poèmes - découverts sur le navire, l'Enquêteur du Domaine maritime et son ami le Poète Criminologiste ont fait appel à un spécialiste : le scrupuleux Théseur.
Aussitôt s'engage une enquête diligente mais trompeuse, pleine de rebondissements, de fausses pistes, de coups de théâtre... S'enivrant peu à peu de cette énigme qu'ils redoutent de résoudre tant elle les tient en haleine, les trois enquêteurs explorent les ténébreux secrets de la famille Knigh, les dangereux chemins de la création, l'insondable mystère de mourir... donc d'exister.
- Fous d'échecs, Arles, Actes Sud, coll. « Domaine français », 1997, 270 p. (ISBN 2-7427-1030-2)
- La cité Potemkine ou Les géométries de Dieu, Arles, Actes Sud, coll. « Domaine français », 1998, 449 p. (ISBN 2-7427-1846-X)
- Un fait divers esthétique : roman, Arles, Actes Sud, 1999, 250 p. (ISBN 2-7427-2162-2)
- L'origine du monde, pour une ultime histoire de l'art à propos du « cas Bergamme », Arles, Actes Sud, coll. « Domaine français », 2000 (réimpr. 2002 (coll. « Babel »)), 402 p. (ISBN 2-7427-2878-3)
- Le vol du feu, Arles, Actes Sud, coll. « Babel », 2000, 525 p. (ISBN 2-7427-2550-4)Ce feu qui vole de colline en colline, ravage les Maures et déferle vers le rivage, n'est pas seulement le sujet principal de ce roman : il est en quelque sorte son mouvement même. Dans ses tourbillons, c'est lui qui débusque, embrase, révèle chacun des multiples personnages. Dans sa fureur, c'est lui qui porte jusqu'à l'incandescence les secrets et les haines d'une population hétéroclite - forestiers et chasseurs, vieilles souches pastorales ou nouveaux nomades de la « beat generation ». C'est lui enfin qui donne à la phrase de Rezvani sa véhémence, son lyrisme parfois hallucinatoire. Ce livre au titre prométhéen - qui dans sa première édition s'intitulait Feu - n'étonne pas moins par sa qualité visionnaire. Décrivant par avance le grand incendie qui dévasta les Maures quelque temps après sa parution, Le Vol du feu est aussi une ample et tragique méditation sur les passions, sur l'animalité de l'homme et sur son inextinguible désir du divin.
- Le roman d'une maison, Arles, Actes Sud, coll. « Archives privées », 2001, 157 p. (ISBN 2-7427-3314-0)texte et dessins de l'auteur
- L'amour en face, ciné-roman, Arles, Actes Sud, coll. « Domaine français », 2002 (réimpr. 2005 (Éd. J'ai lu)), 251 p. (ISBN 2-7427-3928-9)
- L'éclipse, Arles, Actes Sud, 2003 (réimpr. 2007 coll. « Babel »), 174 p. (ISBN 2-7427-4352-9)C'est le 11 août 1999, le jour où l'éclipse solaire a assombri quelques instants la Terre, que Serge Rezvani a appris le nom du mal dont souffrait Lula, sa compagne de toute une vie. Alzheimer avait pénétré « La Béate » leur maison du bonheur nichée au fond des bois. Par une sorte de dérivation par la création, le peintre-romancier décidait alors de coucher par écrit cette longue incarcération, ce lent anéantissement de l'être qu'Alzheimer impose aux malades et à ceux qui les accompagnent. Un témoignage bouleversant et un ultime chant d'amour à Lula.
- Les voluptés de la déveine, nouvelles drolatiques, Arles, Actes Sud, coll. « Domaine français », 2004, 144 p. (ISBN 2-7427-4759-1)
- Le magicien ou L'ultime voyage initiatique, Arles, Actes Sud, coll. « Domaine français », 2006, 249 p. (ISBN 2-7427-6263-9)Le père de Serge Rezvani était magicien, et le roman est marqué de ses souvenirs d’enfance et de ses interrogations sur cette figure paternelle à la fois lointaine et mystérieuse.
- Au bonheur des sphères : récit, Arles, Actes Sud, 2006, 60 p. (ISBN 2-7427-6551-4)Lors d'une fête foraine, deux adolescentes, Stella la blonde et Vanina la noire, font l'expérience de l'implacable domination masculine.
- Le dresseur : roman, Paris, Le Cherche Midi, 2009, 300 p. (ISBN 978-2-7491-1230-5)
- Ultime amour, Paris, Les Belles Lettres, coll. « L’Exception », 2012, 160 p., 21x15cm (ISBN 978-2-251-44430-7)
- Vers les confins, Paris, Les Belles Lettres, coll. « L’Exception », 2014, 392 p., 21x15cm (ISBN 978-2-251-44484-0)
- Le corps d'Hélène, Paris, Les Belles Lettres, 2015, 160 p., 21x15cm (ISBN 978-2-251-44538-0)La mémoire est faite d'oubli qu’un rien réanime, se dit l’auteur du Corps d’Hélène, alors qu’il craint de voir sa mémoire décliner, puisqu’il est sur le point d’atteindre l’âge de 88 ans. Par le hasard de deux chansons qu’il compose « sans raison », s’impose à lui son premier amour d’enfance. Un nom de femme est remonté de l’oubli : Hélène Navachine. Curieux de savoir si elle est encore en vie, il cherche sa trace sur internet, et découvre qu’un auteur contemporain (nommons-le X) a utilisé ce nom, accessoirement, dans un de ses romans. Il entre en contact avec lui, lequel l’invite à lui en dire davantage sur cette inconnue, dans le but, précise-t-il : « d’enquêter ensemble » à son sujet. En toute confiance, par une lettre assez détaillée, le vieil homme lui livre alors le « synopsis » de l’histoire d’amour peu banale – et qui remonterait aux années 45-50 – dont fut marquée son adolescence. Brusque et inexplicable silence de X. Comme cet auteur s’est fait la réputation d’alimenter son écriture par des « histoires » ayant eu lieu à l’époque où lui-même n’existait pas encore, le vieil homme se décide aussitôt d’écrire lui-même l’histoire de son premier amour. Récit auquel il se laisse prendre, revivant avec un certain amusement – qui le « remet en jeunesse » - les émotions de ses 17 ans.
- Le tourbillon de ma vie : Entretiens avec Michel Martin-Roland, Paris, Écriture, coll. « Entretiens », 2015, 250 p., 23x14cm (ISBN 978-2-35905-204-6)Peintre, pêcheur en apnée, compositeur de chansons, romancier, Serge Rezvani n'a cessé de surprendre, toujours là où on ne l'attend pas, demeurant un mystère. Au-delà de ses romans autofictionnels, a-t-il vraiment livré son testament « tourbillonnaire » ?
Il raconte ici son enfance apatride, ballottée, chahutée, sa jeunesse bohème, ses premiers émois pour la peinture abstraite, et déjà ses rêves de Méditerranée. Sa passion pour Danièle-« Lula », à qui il dédiera sa vie et plusieurs de ses œuvres. Ses rencontres avec Raymond Queneau, Paul Eluard, François Truffaut, Jean-Luc Godard, Jeanne Moreau (pour qui il composera « Le Tourbillon de la vie », chanson culte du film Jules et Jim, et « J’ai la mémoire qui flanche »). Sa vocation nouvelle pour l’écriture, à partir des années 1960, les quelque cinquante livres qu’il a publiés...
Mais ce sont les drames, aussi, qui ont composé sa vie : la maladie de Lula, atteinte d’Alzheimer, les derniers jours avec elle, jusqu’à sa disparition, dont il demeure inconsolable.
Pourtant, Serge persévère, plus déterminé à vivre que jamais, prêt à revivre, à survivre. Et toujours, à nous surprendre, là où on ne l’attend pas.
- Histoire masquée, Paris, Les Belles Lettres, coll. « L'Exception », 2018, 240 p., 15x21cm (ISBN 978-2-251-44834-3)Livre I – Hugues. Livre II – Marc. Livre III – Blandine
Sache que je meurs sans plus de foi qu’un tout petit enfant qui viendrait de naître.
Supposons que le très âgé et tout dernier représentant d’un des grands noms de France éprouve, avant l’ultime nuit, le besoin d’éclairer, en gardant l’anonymat, certains secrets qui touchent à sa famille, proche par sa descendance de Gilles de Rais, et aux liens du pouvoir avec le mal ; supposons qu’il s’agisse d’un prêtre en perte de foi mais à l’âme torturée par les démons dont il pensait, en vain, se débarrasser dans les illusions de la prêtrise...
Un récit « testamentaire », noir et joueur.
- Beauté j'écris ton nom, Paris, Les Belles Lettres, 2022, 216 p.Voilà qu’en ce soir de ma vie je me surprends encore à m’interroger par l’écriture sur le sens qui a été ma flèche, puisque je dois aujourd’hui me rendre à l’évidence qu’elle a toujours volé sans autre but que de ne pas en avoir.
- Moi, Artemisia !, Paris, Les Belles Lettres, 2023, 88 p.Nous avons joué, toujours joué votre jeu d’hommes, que ce soit dans les larmes… ou le rire… ou la rage… et même la haine muette “féminine”, comme vous l’avez dit à juste titre ; nous avons toujours été vos complices contre nous-mêmes en le sachant mais enivrées, droguées, par vous, prétendument privilégiées, consentantes en apparence… jusqu’au jour où moi, Artemisia, soudain réveillée, j’ai peint ce tableau armé.

#### Théâtre
- Théâtre (Body / L'Immobile / Le Cerveau), Paris, C. bourgois, 1970, 269 p.Body est une « pièce pour un personnage (Zizi), et une poupée gonflable ». Une femme d’affaires (Zizi), moderne et « libérée », riche et dominatrice, mais désespérément seule, cherche jouissance et consolation dans les bras d’une poupée gonflable aux mille possibles visages (Body), dans l’alcool et, finalement, dans le vertige de la spéculation boursière. - La pièce porte fortement l’empreinte du temps où elle fut écrite, par les références aux personnalités et aux événements de l’époque (le pape Jean XXIII, la guerre du Viêt Nam, le programme Apollo…), par ses deux grands thèmes apparents (la revendication féministe et la dénonciation, plutôt situationniste, de la haute finance) et par son irrévérence. Body est une pièce vive, rapide, qui fleure le loufoque, en tournant allégrement en dérision une situation pathétique.
- Le Rémora, pièce en 2 actes, Paris, Stock, coll. « Théâtre ouvert », 1970, 114 p.
- Capitaine Schelle, capitaine Eçço, Paris, Stock, coll. « Théâtre ouvert », 1971 (réimpr. 1972), 215 p.La pièce met en scène une croisière de riches armateurs grecs sur un yacht, qui ressemble à un pétrolier. L'un des armateurs vient de quitter sa première femme pour épouser la veuve d'un président assassiné... L'autre voit mourir sa femme d'un excès de barbituriques et épouse la première femme du précédent. Mais la description des riches armateurs du temps s'arrête là pour imaginer une pièce davantage poétique que réaliste, et un monde futur qui ne devra plus rien à celui que domine l'obsession de l'argent...
- Le camp du drap d'or, Paris, Stock, coll. « Théâtre ouvert », 1972, 171 p.
- La Colonie, Paris, Stock, coll. « Théâtre ouvert », 1974, 121 p. (ISBN 2-234-00072-6)
- Le Palais d'hiver, Paris, C. Bourgois, 1975, 95 p.
- La Mante polaire, Paris, C. Bourgois, 1977, 116 p. (ISBN 2-267-00079-2)
- La guerre des salamandres (non publié seul)
- Les Faucons à la saison des amours, Arles, Actes Sud-Papiers, 1990, 62 p. (ISBN 2-86943-263-1)Cinq êtres se retrouvent sur une terrasse. Cet isolement les conduit à prendre acte de la dégradation de leur relation, des dérives d'amours incestueuses, des violences d'anciens amants.
- Jusqu'à la prochaine nuit suivi de Na, Paris, Actes Sud-Papiers, 1990, 47 p. (ISBN 2-86943-234-8)Chaque soir, pour Elle et Lui, recommence le rituel de la même nuit, de la même vie, ratée. Ils étaient trois amis, épris de musique : Elle, Lui et l'Autre, celui qu'ils viennent d'écouter au concert, celui qui a réussi, les laissant à leur dérive folle. Le jour où cet Autre, qu'on ne nomme jamais, a passé son concours de musique avec succès, Lui échoue (peut-être parce que l'Autre avait dérobé et annoté sa partition pour qu'il échoue). Elle, dans la salle de théâtre désertée, est là pour le consoler. En elle, vit un enfant de l'Autre. L'Autre ne voudra plus d'elle et l'enfant naîtra anormal (en dysfonction, hors du temps, hors vie). Aujourd'hui, il est mort. Raté. Tous deux, Elle et Lui, comme dans l'éternité de l'enfer, incapables de rester au jour des vivants, jouent, semblables à deux acteurs qui n'auraient plus besoin de spectateurs, la même histoire jusqu'à la mort. Sans doute. Na Le déchirement d'un autre couple : celui d'une mère et de son fils, aux limites de la folie.
- La glycine, Paris, Actes Sud-Papiers, coll. « Théâtre », 1991, 74 p. (ISBN 2-86943-307-7)
- Décor, néant suivi de Les enfants de la nuit, Arles, Actes Sud-Papiers, 1993, 71 p. (ISBN 2-86943-370-0)Les enfants de la nuit traite des aveugles
- Isola Piccola, Arles, Actes Sud-Papiers, 1994, 115 p. (ISBN 2-86943-384-0)Mais savez-vous que c'est par une infinie répulsion que se tient en place l'univers ? En mathématique comme en chimie ou en physique l'élément d'affinité répulsive sert en quelque sorte de liant. Les affinités répulsives fondent la chimie, la biochimie, la physique nucléaire... et aussi le sexe ! L'univers ne tient ensemble que par le jeu des affinités répulsives. Nous-mêmes ne sommes que des charges électriques dont les phases ne cessent de s'inverser. Cette électricité déphasée, ces pertes et ces retours de tension font de l'univers une curiosité. Sans la folie des flux électriques répulsifs, l'univers ne serait pas cette curiosité qui maintient nos propres flux électriques en éveil. Nous crèverions d'ennui si nous n'étions non seulement plongés dans le chaos mais nous-mêmes chaos. Aucun de nous n'éprouve envers l'Autre ce qu'on nomme naïvement du sentiment... ou si vous préférez une affinité stable.
- Théâtre complet. 1, Arles, Actes Sud, 1994, 346 p. (ISBN 2-7427-0202-4)Réunit : Les immobiles, Le rémora, Le cerveau, Capitaine Schelle, capitaine Eçço et Le palais d'hiver
- Théâtre complet. 2, Arles, Actes Sud, 1998, 316 p. (ISBN 2-7427-2012-X)Réunit : Le camp du drap d'or, La colonie, La mante polaire, La guerre des salamandres et Les faucons à la saison des amours

#### Essais
- La folie Tintoretto, Paris, Stock, coll. « Échanges », 1994, 236 p. (ISBN 2-234-04360-3)
- Processus, Paris, Jannink, 1994, 48 p., 125 × 210 mm (ISBN 2-902462-30-1)Texte inédit avec œuvre signée. broché, jaquette. 290 exemplaires.
- Théâtre, dernier refuge de l'imprévisible poétique, Arles, Actes Sud-Papiers, coll. « Apprendre », 2000, 181 p. (ISBN 2-7427-2741-8)Recueil de textes extraits pour la plupart de « Du théâtre, la revue », 1993-1999
- La femme dérobée, de l'inutilité du vêtement, Arles, Actes Sud, 2005, 180 p. (ISBN 2-7427-5680-9)

Participation à l'ouvrage collectif :
- Ce qu'ils font est juste - Ils mettent la solidarité et l'hospitalité à l'honneur, Don Quichotte, 2017, 336 p. (ISBN 978-2-35949-627-7)

Serge Rezvani publia de nombreux livres et articles sur l'histoire de l'art, ainsi que sur le théâtre.

#### Poésie
- Chansons silencieuses, Paris, Union générale d'éditions, coll. « 10-18 », 1975, 188 p. (ISBN 2-264-01172-6)recueil des textes de ses chansons
- Doubles stances des amants, poèmes, Arles, Actes Sud, 1995, ca 200 (ISBN 2-7427-0553-8)Contient dix eaux-fortes de l'auteur. "Evoquant ce matin ton nom d'avant et ne pouvant L'accepter tel qu'avant moi tous te nommaient Elle si deux L pour Danielle encore que j'accepte Idolâtrée pour telle qu'en La Femme toutes pour moi tu es Nommée ici par toutes les lettres de ton beau nom toi mon Amoureuse de dix-neuf ans si tant aimée immédiatement qu'avant De te connaître ne pouvais me douter qu'en telle passion entrerais"
- Élégies à Lula, Montolieu, Deyrolle, 1996, 84 p. (ISBN 2-908487-59-4)Élégies à Lula est une série de poèmes acrostiches, accompagnés d'eaux-fortes sur le thème du "nu noir". Élégies à Lula a également été édité par la Galerie Seligmann, en 50 exemplaires.
- Chansons silencieuses, Paris, Éditions Philippe Rey, 2023, 352 p. (ISBN 978-2-38482-029-0)« Ces “chansons silencieuses” sont le fruit de ma paresse, de mon manque d’obstination à apprendre, de ma maladresse invraisemblable à jouer de la guitare. Renâclant à étudier, j’ai inventé. » Serge Rezvani. Voici réunies toutes les chansons écrites par Serge Rezvani, incluant le célèbre Tourbillon de la vie, interprété par Jeanne Moreau dans Jules et Jim, ou encore Ma ligne de chance et Jamais je ne t’ai dit que je t’aimerai toujours ô mon amour chantées par Anna Karina dans Pierrot le fou. Elles disent les joies de la vie, les chagrins, la sensualité, la liberté des années 1960, la fraîcheur de l’amour que Serge portait à sa compagne Lula, immortalisée dans plusieurs de ses livres. Les mots d’un artiste qui n’était pourtant pas musicien, issus d’un jaillissement ludique, pareils à des chants d’oiseau, dont le charme intemporel envoûte encore aujourd’hui.

#### Traductions
- Anton Tchekhov (trad. Serge Rezvani), Platonov, le fléau de l’absence de père, Actes Sud, collection « Babel », 2003, 304 p. (ISBN 978-2-7427-4602-6)

Traduction en français de Platonov, la première pièce de théâtre d'Anton Tchekhov, qui porte en germes toute l'œuvre à venir de Tchekhov. Texte français et préface de Serge Rezvani.
- Traduction de l'auteur iranien Khayyam's Rubayyat.

#### Beaux livres
- Elle se fit élever un palais, poème de Paul Éluard (extrait du recueil La Rose publique, paru chez Gallimard en 1934), bois gravés de Serge Rezvani, Maeght éditeur, 1947, 16 exemplaires. Réédité en fac-similé chez Gallimard en 2019, 28 500 exemplaires.
- Venise, un guide intime, Arles, Autrement, coll. "L'Europe des villes rêvées", 1986, 55 p. (ISBN 2862601853)Nicolas Le Dantec Chaland, avec Serge Rezvani. Photographie couleur sur couverture. Illustré de photographies noir et blanc de J. Mounicq. In-12 cartonné.
- Venise qui bouge, Arles, Actes Sud, 2004, 122 p. (ISBN 2-7427-5333-8)Un "journal" vénitien, illustré de soixante-dix collages, pour détourner les clichés et regarder d'une manière neuve les "lieux communs" de la cité des doges. Texte et collages de l'auteur[43].
- Pour une philosophie du jardin, éditions Tohu-Bohu, 15 mars 2019,  (ISBN 2376220890)Evoquer le jardin, c'est descendre à l'être des choses, privilégier le détail sur l'ensemble, la fleur sur le massif, aller au coeur de la fleur, avec ses étamines, son pollen d'or fin, les délicates nervures de ses pétales retroussés, alors qu'une abeille aux besaces alourdies de cet or, pareille à un minuscule hélicoptère bourdonnant, descend d'un vol vertical se reposer quelques secondes sur la plage colorée du calice qui semble s'entrouvrir exprès pour elle. Une symphonie du jardinier poète Rezvani. L'amour du jardin, de la nature, de la Corse. De l'amour tout court.
- Amour-Humour, éditions Philippe Rey, 15 septembre 2022,  (ISBN 2848769688)De fabuleux dessins drôles et facétieux de Serge Rezvani en hommage à la littérature, en amour de la vie. En 2020, à la surprise générale, un ennemi invisible nous a tous coupés les uns des autres. Il a fallu nous masquer. Et surtout nous confiner ! C'est ici qu'une sorte de jeu de la Liberté a commencé pour moi grâce à une amie : la librairissîme Marie-Rose Guarniéri ! Elle venait de publier un "livre blanc' proposant aux lecteurs de remplir les pages vierges d'une sorte d'éphéméride s'étageant sur un an contenant 365 titres de livres. Abandonné de tous, ne pouvant sortir faire les courses indispensables, voilà que Marie-Rose s'en est chargée pour moi, m'apportant au quotidien de quoi survivre et moi, comme en réponse, je commençai, un peu en ironie un peu par curiosité, à dialoguer avec les titres proposés par ce "livre blanc'. Ainsi jour après jour s'est établie entre mon amie libraire et moi cette complicité : elle, la "bouffe' et moi, la "schnouffe artistique'. Chaque jour elle déposait de la nourriture sur mon paillasson et moi quelques dessins. Cette expérience m'a ouvert à une sorte de création qui m'a passionné pour réunir plusieurs disciplines en une seule indiscipline : le dessin dans sa forme classique, proche de l'eau forte avec ses clairs-obscurs et ses noirs absolus, plus l'humour, plus l'ironie des bulles empruntées aux bandes dessinées, le tout rempli d'un total irrespect envers la sainte Littérature dont Mallarmé disait : Le sens trop précis/ Rature ta vague littérature." Serge Rezvani. L'ensemble de ces dessins est regroupé ici, soit 730 petits chefs-d'œuvre de drôlerie, d'impertinence et de fantaisie venus du plus jeune des artistes pluri-indisciplinaires. Un livre de talent, de jubilation, de fête intime, d'humour et d'amour.

#### Autres
- Salvat Etchart, Préface de Serge Rezvani, Le Monde tel qu'il est, éditions Babel, 2004,  (ISBN 978-2742744831)

### Discographie

#### Par lui-même (sous le nom de Rezvani)
À l'initiative de Bertrand Py, Serge Rezvani a enregistré une Intégrale de ses chansons en 6 CD chez Actes Sud (2004-2008), accompagné par Amaury Canovas-Filliard à la guitare, et illustrées de ses peintures. Voici le texte de présentation du distributeur Naïve à la sortie du premier volume : 
« Cette intégrale des chansons de Rezvani paraîtra sous la forme de six CD (chaque CD sera accompagné d’un livret reproduisant les paroles) dont les sorties s’étaleront entre 2004 et 2006. L’intention de ce projet est de les donner à entendre telles que Rezvani les a conçues et les chantait pour ses proches, avec modestie, verve, gaieté, passion. Son interprétation est légère, sans effets artistiques, elle focalise l’écoute sur la pertinence des textes, leur drôlerie ou leur sagacité, leurs trouvailles et leur étonnante fluidité. On comprend pourquoi ses chansons, tout à la fois narratives, drolatiques et métaphysiques ont fait l’admiration de Gilles Deleuze, et lui ont valu le grand prix de la poésie de la SACEM, sous l’impulsion (entre autres) d’Étienne Roda-Gil. Le parti pris a été de conserver la spontanéité qui colore leur composition (une voix, une guitare) – Amaury Canovas-Filliard accompagne si bien Rezvani qu’on croirait ce dernier seul devant son micro – et d’assurer à l’enregistrement de parfaites conditions techniques. »
Depuis l'enregistrement de cette Intégrale, Serge Rezvani a écrit quelques autres chansons, notamment la très émouvante Je suis d'un autre monde.

#### Interprétations par d'autres chanteurs
1963 : Jeanne Moreau interprète la chanson Embrasse-moi, tirée de la bande originale du film Peau de banane de Marcel Ophüls
45 tours Productions Jacques Canetti
1965 : Anna Karina chante Jamais je ne t'ai dit que je t'aimerai toujours et Ma ligne de chance pour le film Pierrot le Fou de Jean-Luc Godard (Emarcy-Universal)
2000 : Mona Heftre, Tantôt rouge, tantôt bleu, Le Chant du Monde (Grand Prix de l’académie Charles-Cros et de l'Adami)
2000 : Anna Karina, Une histoire d'amour (Rosebud-Universal), sur lequel figure Jamais je ne t'ai dit que je t'aimerai toujours en duo avec Philippe Katerine
2001 : La chanson L'homme d'amour, interprétée par Jeanne Moreau, figure dans le téléfilm Lisa (Pierre Grimblat)
2003 : Rezvani a également écrit les chansons du film Rien, voilà l'ordre de Jacques Baratier
2004 : Mona Heftre, album Embrasse-moi (enregistrement en concert avec accompagnement piano, contrebasse et accordéon, Le Chant du Monde)
2012 : Z'elle : album autoproduit Je te plumtoterai,.

#### Reprises duTourbillon de la vie
- Vanessa Paradis, maîtresse de cérémonie du 48e Festival de Cannes en 1995, rend hommage à Jeanne Moreau, alors présidente du jury, en reprenant Le Tourbillon (accompagnée par Jean-Félix Lalanne à la guitare)[49].
- Étienne Daho[50]
- Lieutenant Nicholson a invité Serge Rezvani sur son album Hôtel De Sers (2009, Sony-BMG), sur lequel Serge chante La Valse des poupées (texte écrit sur l'air du Tourbillon de la vie).
- Les Croquants
- Le groupe Le Minimum[51]
- La Patère rose[52]
- Les chanteurs canadiens Robyn Carrigan et Ron Samworth[53]
- Lambert Wilson
- Big Yum Yum (Fabio Viscogliosi)
- Patrick Jean[54].
- En 2010, la mélodie du Tourbillon est utilisée pour une publicité de la marque Vichy Célestins, sur d'autres paroles.
- Pomme
- Angèle

#### Autres interprètes de chansons de Serge Rezvani
- Francesca Solleville
- Marianne Feld : Pericoloso (1971)
- Cora Vaucaire
- Henri Serre
- Ignatus
- Brindille, dans son album Le Cordon de soie (2011)[55]
- Yves Simon cite Serge Rezvani dans sa chanson Mille aujourd'hui (album Raconte-toi, 1975) : « Dans cette ville qui s'appelle aujourd'hui, je trimbale un livre de Rezvani. »

## Citations
- « Moitié Russe, moitié Iranien, je suis un exilé depuis toujours. »
- « Toute magie se multiplie quasiment à l'infini par la retransmission orale. Les monuments des dieux se sont bâtis avec la langue. » (Le Testament amoureux, 1981).
- « Gutenberg, en inventant le livre, a brisé l’œuvre de l'oralité. » (La traversée des monts noirs, 1992)
- « En ne livrant dans mes livres que des réponses incomplètes, je fais appel à l’autre, au lecteur. Je parie sur sa liberté. »
- « Les années heureuses sont des années sauvées. De même sont irréversibles les années malheureuses de l’enfance. On les transporte avec soi jusqu’à la fin. Elles vous ont marqué du signe plus ou du signe moins. » (Variations sur les jours et les nuits, 1985).
- « Que d'hommes avant nous n'ont-ils rêvé d'arracher l'histoire à sa lourde fatalité du sacrifice. »
- « Il n'y a pas de menteurs, mais des gens avides d'illusion. » (Le Testament amoureux, 1981).
- « Mes chansons sont comme mon journal intime : elles avancent avec ma vie, elles en suivent le cours. »
- « Mes chansons ne m'appartiennent presque plus. » (2007).

## Récompenses
Serge Revzani a reçu les diverses récompenses suivantes :
- en 1982, le prix Mottart de l'Académie française[56] ;
- en  2000, le grand prix des poètes de la SACEM ;
- en  2007, la grande médaille de la chanson française[56] ;
- en 2016, le prix Prince-Louis-de-Polignac[57].

### Thèse
Une thèse a été consacrée au théâtre chez Serge Rezvani.
Un mémoire lui a également été dévolu : Rezvani, troubadour contemporain : quel amour a pu rassembler en une seule femme l'épouse et l'amante, et se répandre sur toute une vie ? par Nathalie Dinsart, mémoire de licence en sciences de la famille et de la sexualité sous la direction de Nathalie Frogneux, professeur de philosophie, défendu le 29 août 2007 à l'université catholique de Louvain (Belgique).

### Documentaires consacrés à Serge Rezvani
- 2004 : L'énigme Rezvani , documentaire réalisé par Gloria Campana (65 minutes, produit par MC4 Production avec la participation de la SACEM)[59].
- 2006 : Vie privée, vie publique. Le couple Serge Rezvani et Marie-José Nat sont les invités au cours de l'une des émissions télévisées présentée par Mireille Dumas.
- 2008 : Serge Rezvani, peintre, auteur-compositeur, écrivain, documentaire réalisé par Gilles Nadeau (Auteur et producteur Mei Chen Chalais, dans la série Hommes de passion, 52 minutes)[af].
- 2009 : Ni trop tôt, ni trop tard, entretien avec Marie-José Nat et Serge Rezvani, réalisé par le journaliste et critique Jean-Jacques Bernard (54 minutes, disponible en DVD)[60].
- 2011 : Ni trop tôt, ni trop tard, portrait croisé de Marie-José Nat et de Serge Rezvani, suivi d'un entretien durant l'émission Orizonti présentée par Thomas Brunelli et diffusée sur France 3 Corse le 17 mai 2011.
- En outre, en 2005 Serge Rezvani a participé au film court-métrage Photo de famille réalisé par Thierry Harcourt en tant qu'acteur, aux côtés de Alexandra Stewart, Jean-Marie Galey et François Feroleto, ainsi que pour la musique (production déléguée Movie DA Productions, 17 minutes)[61].